# (31518) 1999 CG103
1999 CG103 (asteroide 31518) é um asteroide da cintura principal. Possui uma excentricidade de 0.15264740 e uma inclinação de 13.00891º.
Este asteroide foi descoberto no dia 12 de fevereiro de 1999 por LINEAR em Socorro.